# Nuclear Spectroscopic Telescope Array
Nuclear Spectroscopic Telescope Array (NuSTAR) – satelita astronomiczny agencji NASA zawierający teleskop kosmiczny przeznaczony do obserwacji wysokoenergetycznego promieniowania rentgenowskiego (w zakresie energii od 8 do 80 keV), a w szczególności do spektrometrii promieniowania gamma. Będą to pierwsze tak dokładne pomiary w tym zakresie. Satelita należy do programu Small Explorer (SMEX).

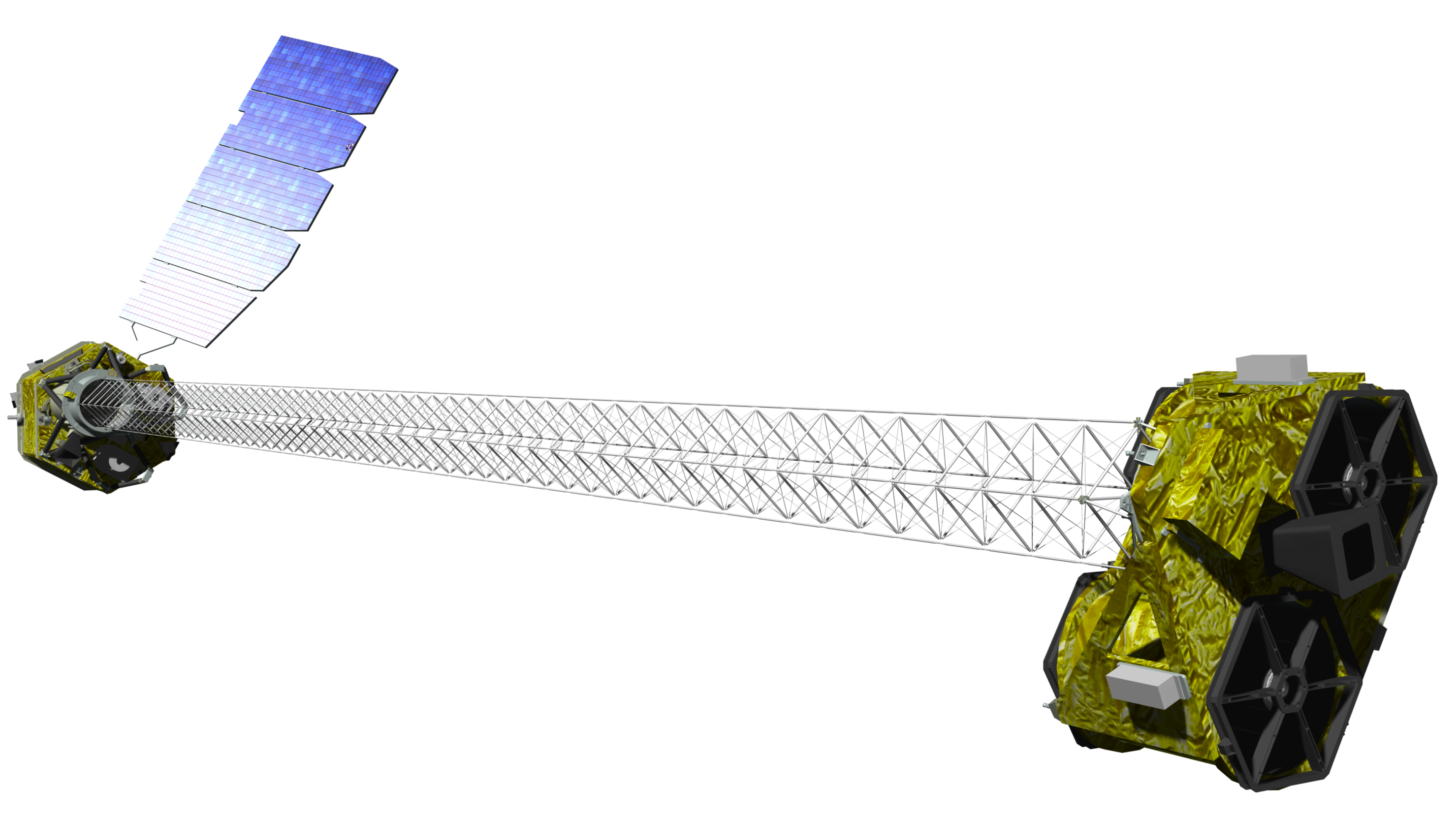
Satelita NuSTAR - wizja artystyczna

Teleskop NuSTAR-a składa się z dwóch zestawów 133 koncentrycznych zwierciadeł z elastycznego szkła. Ponieważ promienie rentgenowskie wymagają dużych ogniskowych, teleskop wyposażony jest w 10-metrowy wysięgnik, który zostanie rozłożony tydzień po wyniesieniu na orbitę. Te i inne technologie zastosowane w satelicie pozwolą na badanie Wszechświata z większą niż dotychczas rozdzielczością i czułością. W ciągu dwóch lat NuSTAR ma wykonać przeglądy nieba, na których uwidoczni m.in. czarne dziury i pozostałości po supernowych. Satelita będzie prowadził również obserwacje heliosfery i spróbuje zweryfikować jedną z hipotez odnoszących się do ciemnej materii.
Teleskop został wyniesiony w przestrzeń kosmiczną 13 czerwca 2012 przez rakietę Pegasus XL (startującą z powietrza po wyniesieniu przez zmodyfikowany do tego celu samolot Lockheed L-1011 „Stargazer”).